# Oppositionsplattform – Für das Leben
Oppositionsplattform – Für das Leben (ukrainisch Опозиційна платформа — За життя [Oposyzijna platforma – Sa schyttja], OPZH) war eine prorussische und EU-skeptische Partei in der Ukraine.
Die OPZH war die größte Oppositionspartei in der Ukraine. Die prorussische Partei wurde im Zuge des russischen Überfalls auf die Ukraine für die Dauer des Kriegsrechts verboten.

## Geschichte
Die Partei geht auf die am 9. Dezember 1999 gegründete All-ukrainische Union «Zentrum» (Всеукраїнське об’єднання «Центр» Wseukrajinske ob’jednannja „Zentr“) zurück.
Im Juli 2016 schlossen sich die beiden Parlamentarier und ehemaligen Oppositionsblock-Mitglieder Wadym Rabinowytsch und Jewhenij Murajew der Partei an; Murajew verließ die Partei im September 2018 und gründete den pro-russischen Nachrichtensender Nash (ukrainisch НАШ). Noch im Juli 2016 wurde die Umbenennung in „Für das Leben“ (За життя Sa schyttja) und die Beendigung der Zusammenarbeit mit dem Oppositionsblock beschlossen.
Am 28. Juli 2018 schloss sich Wiktor Medwedtschuk, der Anführer der 2012 gegründeten politischen Bewegung „Ukrainische Wahl“ (Український вибір Ukrajinskyj wybir), die sich gegen die Annäherung der Ukraine an die Europäische Union und für eine weitgehende wirtschaftliche Integration mit Russland ausspricht, der Partei an. Er gilt als der bedeutendste pro-russische Politiker der Ukraine.
Im Sommer 2018 kam es wieder zu Gesprächen mit dem Oppositionsblock. Ende 2018 schloss sich der Oppositionsblock unter der Führung Jurij Bojkos der Partei an, was jedoch zu einer Spaltung des Oppositionsblockes führte, die hauptsächlich auf persönliche Auseinandersetzungen zwischen „Gas-“ und „Industrieverfechtern“ zurückzuführen sein soll.
Am 13. Dezember 2018 wurde die Umbenennung in „Oppositionsplattform – Für das Leben“ beschlossen.
Im Jahr 2021 wurde Medwedtschuk unter Hausarrest gestellt. Damit sei laut dem ukrainischen Präsidenten Wolodymyr Selenskyj „Medwedtschuk die Möglichkeit genommen, Medien und Staatseigentum dafür zu nutzen, um offen auf das Land einzuschlagen und der Sicherheit des Staates einen ruinösen Schaden zuzufügen“.
Nach dem russischen Überfall auf die Ukraine 2022 verbot der Nationale Sicherheits- und Verteidigungsrat der Ukraine im März 2022 die Partei und andere prorussische Parteien für die Dauer des Kriegsrechts. Das Verbot wurde am 20. Juni 2022 gerichtlich bestätigt und das Parteivermögen konfisziert.

## Parteiprogramm
Die Partei machte sich für eine Annäherung an Russland stark.
Medwedtschuk bekennt sich zu einem zur Ukraine gehörenden Donbass. Frieden in dem Russisch-Ukrainischen Krieg seit 2014 sei nur über Russland bzw. Wladimir Putin möglich.
Rebellen sollen amnestiert werden und die Gebiete im Donbass einen Autonomiestatus zugesprochen bekommen. Sollten sich die Beziehungen mit Russland normalisieren, stellt Medwedtschuk einen Rabatt von 25 % auf aus Russland importiertes Gas in Aussicht; die seit dem Krieg enorm gestiegenen Gas- und Strompreise sind ein wichtiges Thema.

## Einfluss

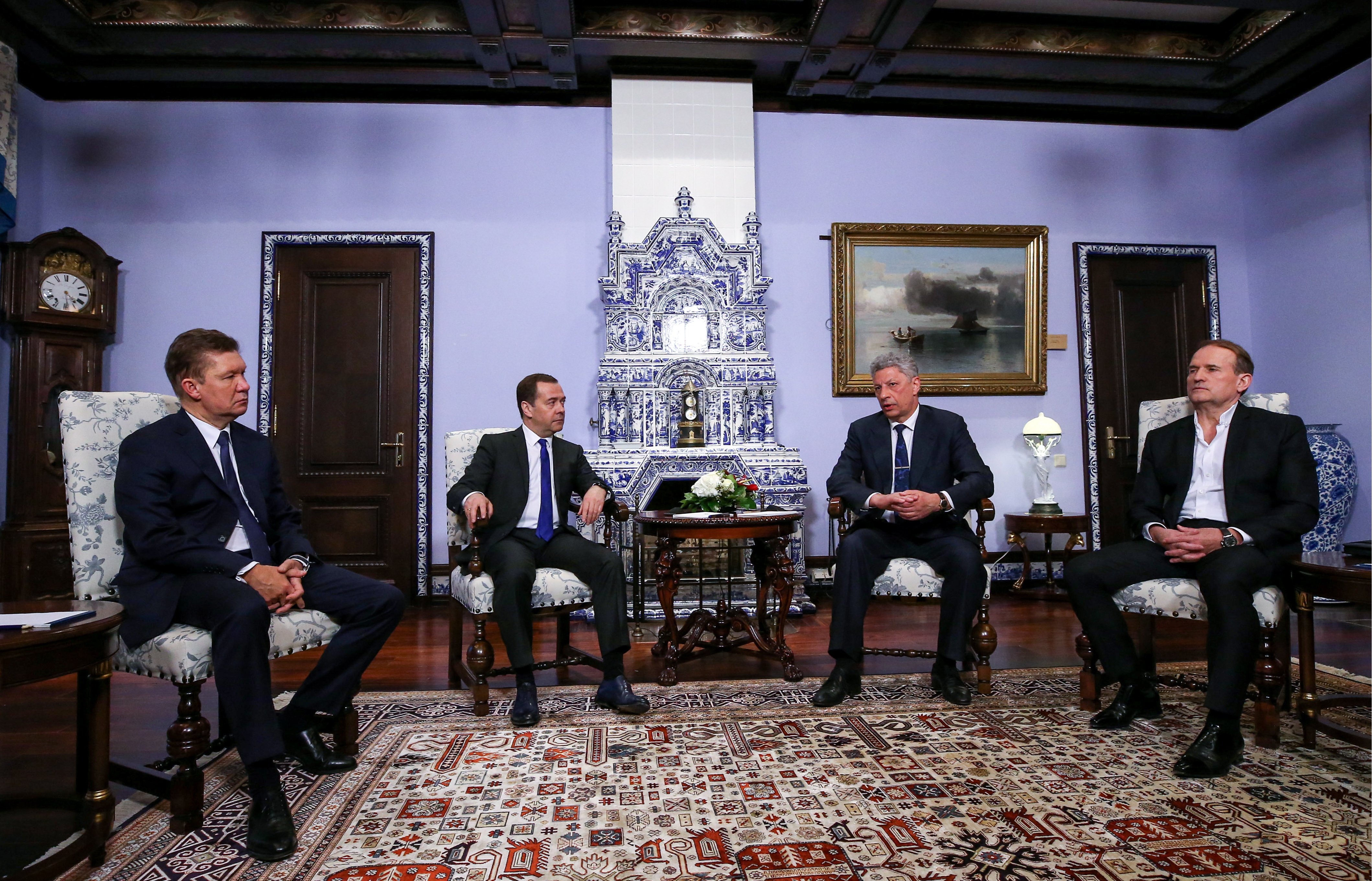
Treffen zwischen dem russischen Ministerpräsidenten Dmitri Medwedew und Gazprom-Chef Alexei Miller mit Jurij Bojko und Wiktor Medwedtschuk im Vorfeld der ukrainischen Präsidentschaftswahl 2019

Der kremlnahe und enge Putin-Vertraute Wiktor Medwedtschuk bestimmte die Geschicke der Partei. Er galt als der bedeutendste pro-russische Politiker der Ukraine und seine Aussagen als mit Putin abgesprochen. Dieser direkte „Draht“ zu Putin wird von vielen geschätzt, die sich ein baldiges Ende des Krieges wünschen, weshalb Medwedtschuk diese Verbindung auch offen zur Schau trägt.
Die Internetseiten strana.ua und korrespondent.net gelten als parteiloyale Medienhäuser.
Medwedtschuk kontrollierte drei Fernsehkanäle, ZIK, NewsOne und 122 Ukraine. Diese fallen unter die vom Nationalen Sicherheits- und Verteidigungsrat der Ukraine verhängten Sanktionen und können nicht mehr senden. Alle drei gehören Taras Kosak von der Partei Oppositionsblock. Per Erlass Nummer 43/2020 wurden auch persönliche Sanktionen gegenüber dem Abgeordneten Taras Kosak verhängt.

## Wahlergebnis 2019
Bei der Parlamentswahl in der Ukraine 2019 erreichte die Partei 13,05 Prozent und wurde zweitstärkste Kraft, obgleich der Rückstand auf die siegreiche Partei „Diener des Volkes“ über 30 Prozentpunkte betrug.